# Glàfires
Glàfires (en grec antic Γλαφυραί) era una ciutat de Tessàlia que Homer menciona al "Catàleg de les naus" de la Ilíada juntament amb les ciutats de Bebe i Iolcos.
El nom no torna a aparèixer a la història. William Martin Leake va situar la ciutat en un turó vora l'actual ciutat de Glafira, entre Boibe i Iolkos, on hi ha unes ruïnes antigues. Aquesta situació és acceptada pels estudiosos. És visible el perímetre de la ciutadella al cim del turó.